# Sender Europeu E7
El Sender Europeu E7 és un Sender Europeu de Gran Recorregut que comença a les Illes Canàries, i dins el continent europeu passa pel nucli de Monfortinho, al municipi portuguès de Idanha-a-Nova, i continua per Espanya, Catalunya, Andorra, França, Mònaco, França, Itàlia, Eslovènia, Croàcia, Hongria i Romania. Acaba a Constanța a Romania. La longitud total és de 6.460 km (4.014 mi). S'estan construint ampliacions per connectar-lo amb Lisboa i Romania, de manera que el camí connecti l'oceà Atlàntic amb el mar Negre.

## Ruta
Entre els llocs de pas del Sender Europeu E7 es troben:
- Illes Canàries (GR-131)
- Portugal: Lisboa - Fátima - Mação - Idanha-a-Nova - Monfortinho (GR-11, GR-12)
- Espanya: Sierra de Gata - El Barco de Ávila - El Escorial - Albarracín - Morella (GR-7)
- Catalunya: Refugi Font Ferrera (GR 8) - Mont Caro - Benifallet - Rasquera - Tivissa - Arbolí - La Mussara - La Riba - Cabra del Camp - Bellprat - Santa Maria de Pinós - Solsona - Sant Llorenç de Morunys - Tuixent - La Seu d'Urgell - Anserall - La Farga de Moles (GR-7)
- Andorra
- França: Mont Aigoual - Lubéron - Grasse - Niça (GR-7, GR-6, GR-97, GR-4, GR-51)
- Mònaco
- Itàlia: Gènova - Monte Lavagnola - Travo
- Eslovènia: Ljubljana - Hodoš
- Hungria: Bajánsenye - Szekszárd - Öttömös - Nagylak
- Rumania: Constanța